# Ćukovac (okręg toplicki)
Ćukovac (cyr. Ћуковац) – wieś w Serbii, w okręgu toplickim, w mieście Prokuplje. W 2011 roku liczyła 278 mieszkańców.